# Хавчик
«Хавчик» — сингл российских хип-хоп-исполнителей Тимати, Джигана и Дани Милохина, выпущенный 10 июня 2020 на лейбле Black Star.
В песне рэперы вспомнили известные мемы их прошлого. Тимати упомянул секс-запись с Ксенией Собчак, а Джиган вспомнил другие фразы, ставшие мемами ― «петушки» и «сорян, Вась», а также Дрейка.

## История
Во время того, как Джиган находился в психиатрической больнице, он делал прямые трансляции в Instagram. В одной из них он сказал, что пошёл есть «вкусный хавчик». Это послужило идеей для песни.
В поддержку сингла рэперы записали множество сниппетов и роликов для TikTok ещё до его выхода. Последним сниппетом стал стрим Тимати из студии Black Star, где он с Джиганом и Даней Милохиным записали «Хавчик».
11 июня 2020 года Тимати, Джиган и Даня Милохин исполнили сингл на развлекательном шоу «Вечерний Ургант».

## Видеоклип
Релиз видеоклипа на трек состоялся 10 июня 2020 на официальном YouTube-канале Тимати. Режиссёром видео стал Заур Засеев.
Сюжет
В начале видео Даня Милохин насмехается над Тимати из-за того, что тот разгружает коробки, на которых изображены дизлайки, «собранные» после клипа «Москва». Затем они вместе заходят в золотую голову Джигана, которая является отсылкой к альбому Трэвиса Скотта Astroworld. В клипе появляются Артур Бабич и Аня Покров, которые вместе с Милохиным состоят в объединении Dream Team House.

## Чарты
| Чарт (2020)                             | Высшая позиция |
| --------------------------------------- | -------------- |
| Россия (Apple Music)                    | 8              |
| Zvooq.pro                               | 1              |
| Вконтакте                               | 20             |
| Top YouTube Hits (TopHit)               | 5              |
| YouTube Music                           | 2              |
| Мир (МУЗ-ТВ)                            | 16             |
| Русский чарт (ТНТ Music)                | 3              |
| Top Radio&YouTube Hits (TopHit)         | 23             |
| Top Radio&YouTube Russian Hits (TopHit) | 11             |
| Top YouTube Russian Hits (TopHit)       | 2              |